# Dịch vụ hậu cần nghề cá

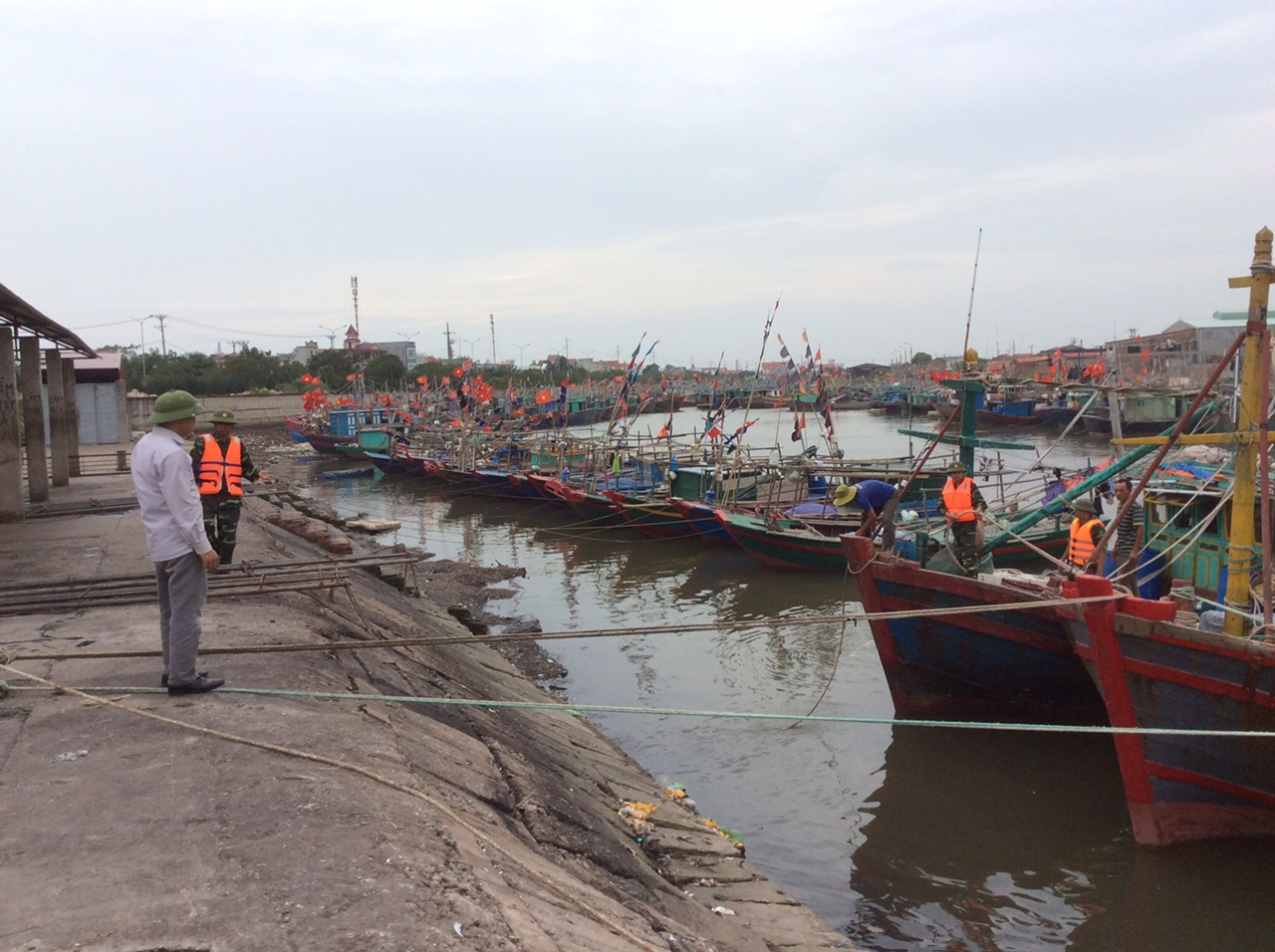
Một bến tàu khai thác hải sản

Dịch vụ hậu cần nghề cá là các hoạt động hỗ trợ đẩy mạnh phát triển khai thác hải sản trên các vùng biển, đảm bảo an toàn cũng như nâng cao hiệu quả sản xuất từ đánh bắt đến thu mua, chế biến sản phẩm của ngư dân.
Một số hoạt động dịch vụ hậu cần nghề cá chủ yếu: dịch vụ tại cảng cá, bến cá, vận tải, khu neo đậu tránh trú bão cho tàu thuyền khai thác; đóng mới, sửa chữa tàu thuyền; cung cấp nguyên liệu, nhiên liệu (xăng dầu, nước đá...), ngư cụ, trang thiết bị cho khai thác hải sản; thu mua hải sản của các tàu thuyền đánh bắt...